# Hermann Reinmuth

Hermann Reinmuth als Student (um 1925)

Karl Hermann Reinmuth (* 19. Januar 1902 in Reichenbach, heute Ortsteil von Haselbachtal, Landkreis Bautzen; † 26. April 1942 in Sachsenhausen) war ein deutscher Jurist und Widerstandskämpfer gegen das NS-Regime mit dem Schwerpunkt der humanitären Hilfe für die notleidenden Familien politisch Inhaftierter.

## Leben

### Familie und beruflicher Werdegang

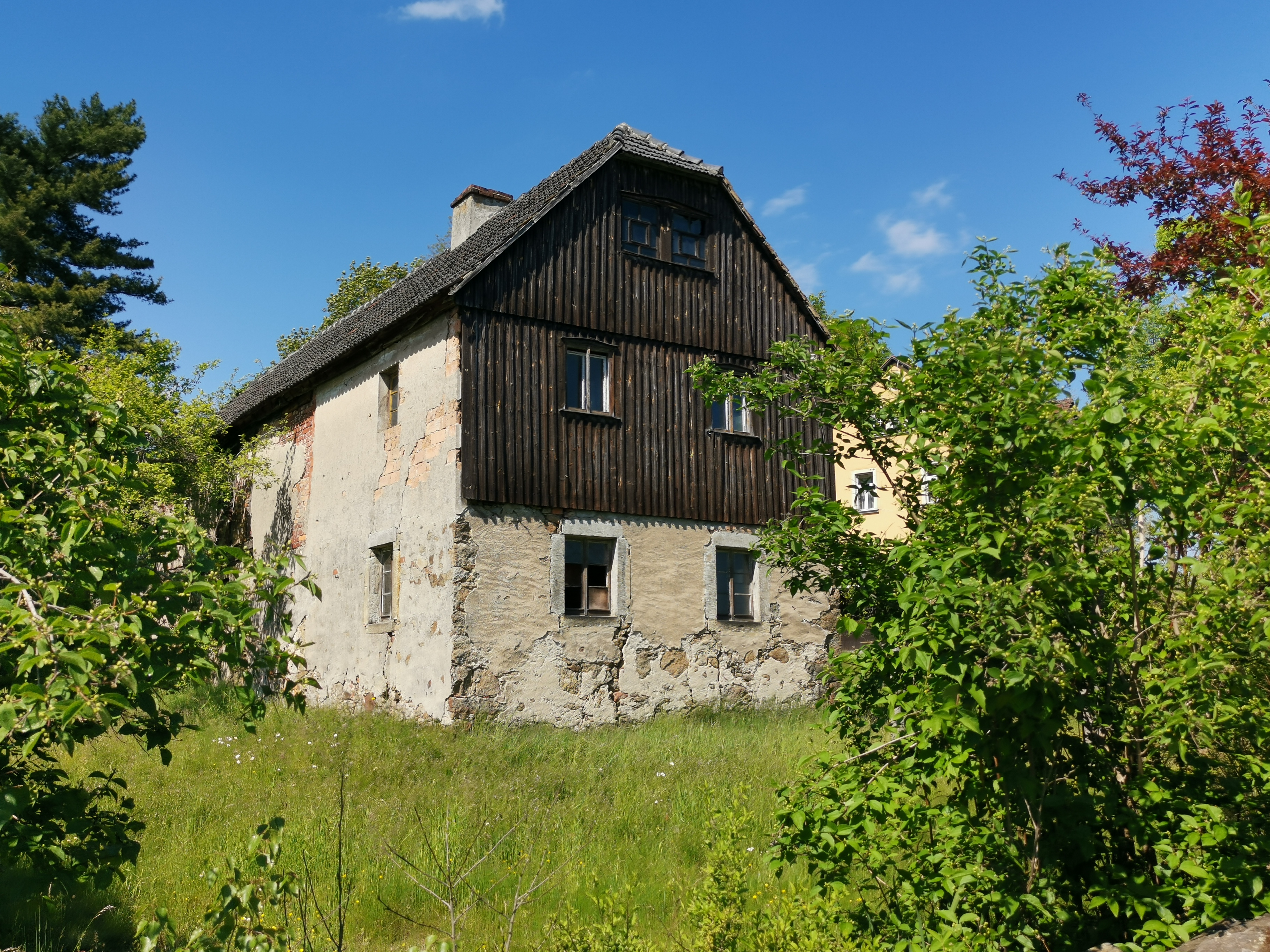
Das Pfarrhaus von Reichenbach (2020); Geburtshaus von Hermann Reinmuth

Die Geschwister Hermann und Maria Reinmuth mit ihren Eltern (1913)

Die Geschwister Reinmuth – v.l. Maria, Hermann und Clementine, vorn Heinrich jun. (1929)

Hermann Reinmuth war der älteste Sohn des evangelisch-lutherischen Pfarrers Heinrich Reinmuth und dessen Ehefrau Amalie, geborene Mulert. Zusammen mit seinen drei jüngeren Geschwistern
- Maria, verehelichte Flux (1905–1996)
- Clementine, verehelichte Küstner (1913–2007) und
- Heinrich (1917–1980)

wuchs er in einem Elternhaus auf, das von christlichem Humanismus und starker Empathie für die konkreten seelischen und materiellen Nöte der Mitmenschen geprägt war. Bereits als Gymnasiast beschäftigte er sich stark mit den Ideen des religiösen Sozialismus, näherhin mit den Schriften Karl Barths. Ein Onkel mütterlicherseits war der Theologe Hermann Mulert.
Nach Abschluss seiner Reifeprüfung im Januar 1920 studierte er Volkswirtschaft und Rechtswissenschaften an den Universitäten in Tübingen, Kiel und Leipzig. Während seines Studiums beschäftigte er sich insbesondere mit dem Arbeitsrecht, speziell mit Lohn- und Gewerkschaftsfragen. In den Semesterferien arbeitete er in der großstädtischen Industrie, bei der Eisenbahn und im Kohlebergbau und lernte dabei aus erster Hand die harten Bedingungen kennen, unter denen die Industriearbeiter in der von Inflation und Weltwirtschaftskrise geprägten Zeit der Weimarer Republik existieren mussten. 1926 wurde Reinmuth unter Erwin Jacobi magna cum laude promoviert. Thema der Arbeit war: Betrieb und Unternehmen, besonders im Betriebsrätegesetz und in der Reichsversicherungsordnung. Darin werden u. a. Fragen des gerechten Lohns und des Anteils der Arbeiterschaft am Eigentum auf Betriebsebene behandelt.
Nach Beendigung seiner Referendariatszeit in Dresden wurde er Gerichtsassessor in Bautzen. 1929 konnte er ans Polizeipräsidium in Oberhausen wechseln und wurde dort zum Regierungsassessor ernannt. Als solcher war er ab 1930 weiter im Landratsamt des Kreises Düsseldorf-Mettmann tätig. Im März 1933 wurde er, nunmehr eine politisch missliebige Person, von den Behörden zur Wasserbaudirektion nach Königsberg abgeschoben, von da im September 1933 weiter nach Lüneburg, wo er als Mitarbeiter der Bezirksregierung mit verschiedenen Bereichen der Verwaltungsarbeit in Berührung kam. Aufgrund der politischen Lage in Deutschland plante Reinmuth bereits ab 1933, den Staatsdienst zu verlassen und als selbständiger Jurist mit eigener Anwaltspraxis zu arbeiten. Nach dem Tod des Reichspräsidenten Paul von Hindenburg am 2. August 1934 wurde von den Beamten des Reiches der persönliche Eid auf Adolf Hitler abverlangt. Dies bedeutete für die Beamtenschaft die direkte Unterordnung unter die Person Adolf Hitlers als obersten Dienstherrn. Reinmuth verweigerte diesen Eid gegenüber seinen Vorgesetzten, ließ sich jedoch von seinem Onkel Hermann Mulert dazu bewegen, die Eidformel wenigstens schriftlich zu unterzeichnen.

### Soziales Engagement, Gewerkschaftsarbeit, politische Tätigkeit
Von frühester Kindheit an erlernte Hermann Reinmuth durch das Leben in der Familie, besonders aber durch das Vorbild der Mutter, die persönliche Verpflichtung zu tätiger Mitmenschlichkeit als einen selbstverständlichen Ausdruck christlicher Gesinnung.
Sein waches Gespür für die Not arbeitsloser Familien und alleinstehender Mütter brachte ihn dazu, diesen Menschen große Teile seines persönlichen Einkommens für Hilfeleistungen zur Verfügung zu stellen. Während einer großen Hungersnot in China sammelte er Spenden und organisierte eine weltweite Hilfskampagne, für die er sich in Briefen und Appellen mit der Bitte um Unterstützung an bekannte Persönlichkeiten wie Albert Schweitzer, Fridtjof Nansen und Elsa Brandström wandte. In seiner Mutter und seiner Schwester Clementine sowie seinen Freunden Georg Sacke und Maria Grollmuß fand er tatkräftige Unterstützer für seine karitativen Unternehmungen.
Aus sozialer Verantwortung engagierte er sich frühzeitig in der Bildungsarbeit der Gewerkschaften. Reinmuth warb in zahlreichen Vorträgen vor Mitgliedern des Metallarbeiterverbandes für den Ausbau des Arbeitsrechts und der betrieblichen Mitbestimmung. Er setzte sich für soziale Chancengleichheit und eine gerechte Lohn- und Eigentumsordnung sowie für die Durchsetzung des Achtstundentages ein.
Bereits während seiner Studienzeit war Reinmuth dem Sozialistischen Studentenbund beigetreten. Auf ausgedehnten Reisen durch Großbritannien und die Niederlande beschäftigte er sich mit der Sozialen Frage und den Folgen des Ersten Weltkrieges für die Arbeiterschaft. 1926 wurde er Mitglied der SPD und wechselte 1931 zur SAPD. Im Oktober 1933 begann er gemeinsam mit Maria Grollmuß und Willi Elsner finanzielle Hilfen und juristischen Beistand für die Angehörigen der politischen Gefangenen zu organisieren. Dabei knüpfte er Kontakte zur Bekennenden Kirche und über seinen Onkel Hermann Mulert zu den Quäkern in Deutschland.
Gemeinsam mit dem jüdischen Rechtsanwalt Ernst Fraenkel setzte er sich für den verhafteten sächsischen Innenminister Hermann Liebmann ein. Den Erzbischof von Paderborn, Caspar Klein, gewann er, sich zugunsten eines zum Tode verurteilten Kommunisten an Reichsminister Hermann Göring zu wenden.
Ende 1933 kam über Maria Grollmuß der Kontakt zur Gruppe der Revolutionären Sozialisten um den ehemaligen Reichstagsabgeordneten Max Seydewitz in Prag zustande. Von Mai bis September 1934 reisten Reinmuth und Maria Grollmuß, getarnt als Urlauber, mehrfach nach Prag. Die Gespräche kreisten um die Reorganisation der Gewerkschaften, die Straffung der politischen Opposition und – worauf es Reinmuth besonders ankam – die Organisation von Sozialhilfen für politisch Verfolgte. Für dieses humanitäre Anliegen hoffte sich Reinmuth dank der Verbindungen, die Seydewitz besaß, weitere Hilfsquellen zu erschließen. So erklärte sich Reinmuth seinerseits einverstanden, nach Deutschland eingeschmuggelte Schriften der Revolutionären Sozialisten – als Zeitschrift mit dem Arbeitstitel Rote Blätter – zu verbreiten, obwohl er als Pazifist die auf gewaltsamem Umsturz basierenden Vorstellungen der Revolutionären Sozialisten ablehnte.
Die späteren Verhörprotokolle besagen, Reinmuth habe die Texte für die erste Ausgabe auf der Rückreise von Prag nach Lüneburg geschmuggelt, wo er sie Willi Elsner aus Hamburg zur Druckausfertigung übergeben habe. Elsner habe zwei Exemplare angefertigt, die er wiederum Reinmuth und Grollmuß zum Redigieren übergab. – Auf diese Darstellung stützt sich auch das spätere Urteil des Volksgerichtshofes. Aus anderen Unterlagen ergibt sich ein hiervon abweichendes Bild.

### Verhaftung durch die Gestapo
Am 7. November 1934 wurde, nach einer Denunziation, Maria Grollmuß in Radibor verhaftet. Bei der Überwachung ihres Postverkehrs wurde die Gestapo auf ihre politische Verbindung zu Reinmuth aufmerksam. Am 23. November 1934 erfolgte in seiner Wohnung die Verhaftung Reinmuths durch Beamte der Gestapo-Zentrale Harburg-Wilhelmsburg. Die zuständige Staatspolizei in Dresden entsandte eigens einen Mitarbeiter, der die Verhöre durchführte und die Durchsuchung von Reinmuths Büro und Wohnung veranlasste. Dabei wurden Briefe von Grollmuß und Elsner sowie ein Exemplar der Roten Blätter entdeckt und eine große Menge illegaler politischer Literatur beschlagnahmt.
Durch die Unachtsamkeit eines Gefängnisaufsehers gelang Reinmuth am 25. November die Flucht aus dem Gestapo-Gefängnis. Einen Tag später wurde er durch einen Suchtrupp der Gestapo in der Nähe von Winsen wieder aufgegriffen und nach Dresden überführt, wo ihm aufgrund des Paragraphen 1 der Verordnung des Reichspräsidenten zum  Schutz von Volk und Staat vom 28. Februar 1933 wegen „staatsfeindlicher Betätigung“ der Schutzhaftbefehl ausgestellt wurde. Unverzüglich, bereits zum 30. November 1934, schloss die Lüneburger Bezirksregierung Reinmuth von seinem Dienst aus und versetzte ihn in den einstweiligen Ruhestand. Nach wochenlangen täglichen Verhören erging am 21. Dezember 1934 an ihn der Haftbefehl des Amtsgerichts Dresden, mit dem die Schutzhaft aufgehoben und in eine Untersuchungshaft umgewandelt wurde. Reinmuth wurde in die Gefangenenanstalt I überführt. Dort befanden sich bereits seine Schwester Clementine und sein Freund Georg Sacke, die Anfang des Monats verhaftet worden waren. Während der knapp einjährigen Untersuchungshaft lebte Reinmuth in völliger Isolation. Die Bitten der Angehörigen um Besuchserlaubnis wurden regelmäßig abgelehnt.

### Prozess vor dem Volksgerichtshof
Am 7. September 1935 wurde Reinmuth die Anklageschrift zugestellt, die ihm, gemeinsam mit Grollmuß und Elsner, die Vorbereitung zum Hochverrat vorwarf. Nach einwöchiger öffentlicher Verhandlung beantragte die Staatsanwaltschaft für Reinmuth und Grollmuß zehn Jahre Zuchthaus. Elsner sollte eine geringere Strafe erhalten.
Am 23. November 1935 sprach der II. Senat des Volksgerichtshofes in Berlin sein Urteil. Wegen des „Verbrechens der Vorbereitung zum Hochverrat unter erschwerenden Umständen“ wurde Reinmuth zu sieben Jahren Zuchthaus und zehn Jahren Ehrverlust verurteilt.

### Aberkennung der Doktorwürde
In Folge des verhängten Ehrverlustes strich die Stadtverwaltung Lüneburg Reinmuth aus ihrem Einwohnerverzeichnis und vermerkte in den Akten die Aussetzung seines Wahlrechts bis zum 23. November 1947. Die Juristische Fakultät der Universität Leipzig erklärte, ihm seine juristische Doktorwürde aberkennen zu wollen. Reinmuth, der zur Klärung dieser Frage von einer Anhörung ausging, fertigte zu seiner Verteidigung im Zuchthaus ein Rechtsgutachten mit dem Titel Äußerungen zu dem Urteil des Volksgerichtshofs vom 23. November für das Verfahren zur Entziehung des juristischen Doktortitels an, worin er die Widersprüche der Verhandlungsführung anprangerte und seine politischen Überzeugungen nochmals zusammenfassend darlegte und zu rechtfertigen suchte. Die Fakultät selber vertrat jedoch den Standpunkt, dass ein Entzug des Titels eine direkte Folge aus dem Strafrecht sei. Eine Anhörung fand deshalb gar nicht erst statt. Das Rechtsgutachten wurde nicht zur Kenntnis genommen.

### Gefangenschaft im Zuchthaus Waldheim
Reinmuth verbüßte seine Strafe im Zuchthaus Waldheim. Er wurde in den Zuchthauswerkstätten zum Tüten- und Pappschachtelkleben eingesetzt. Von Zeit zu Zeit durfte der promovierte Jurist auch in der Schreibstube Dienste verrichten. In Folge der schlechten Ernährung, des Luft- und Bewegungsmangels begann er ab dem Frühjahr 1940 zu kränkeln. Als sein Vater 1941 schwer erkrankte und starb, wurden alle Gesuche auf Besuchserlaubnis oder Teilnahme am Begräbnis abgelehnt. Reinmuth wurde am 23. November 1941 aus Waldheim entlassen, kam aber nicht frei, sondern wurde nach Dresden überstellt, wo ihm die für politisch Gefangene übliche Loyalitätserklärung gegenüber dem NS-Staat zur Unterschrift vorgelegt wurde. Reinmuth lehnte die Unterschrift jedoch aus Gewissensgründen ab. Daraufhin blieb er in Polizeihaft in Dresden bis 10. Februar 1942 und für eine Nacht in Leipzig; anderntags begann der bis zum 14. Februar dauernde Transport in das KZ Sachsenhausen.

### Tod

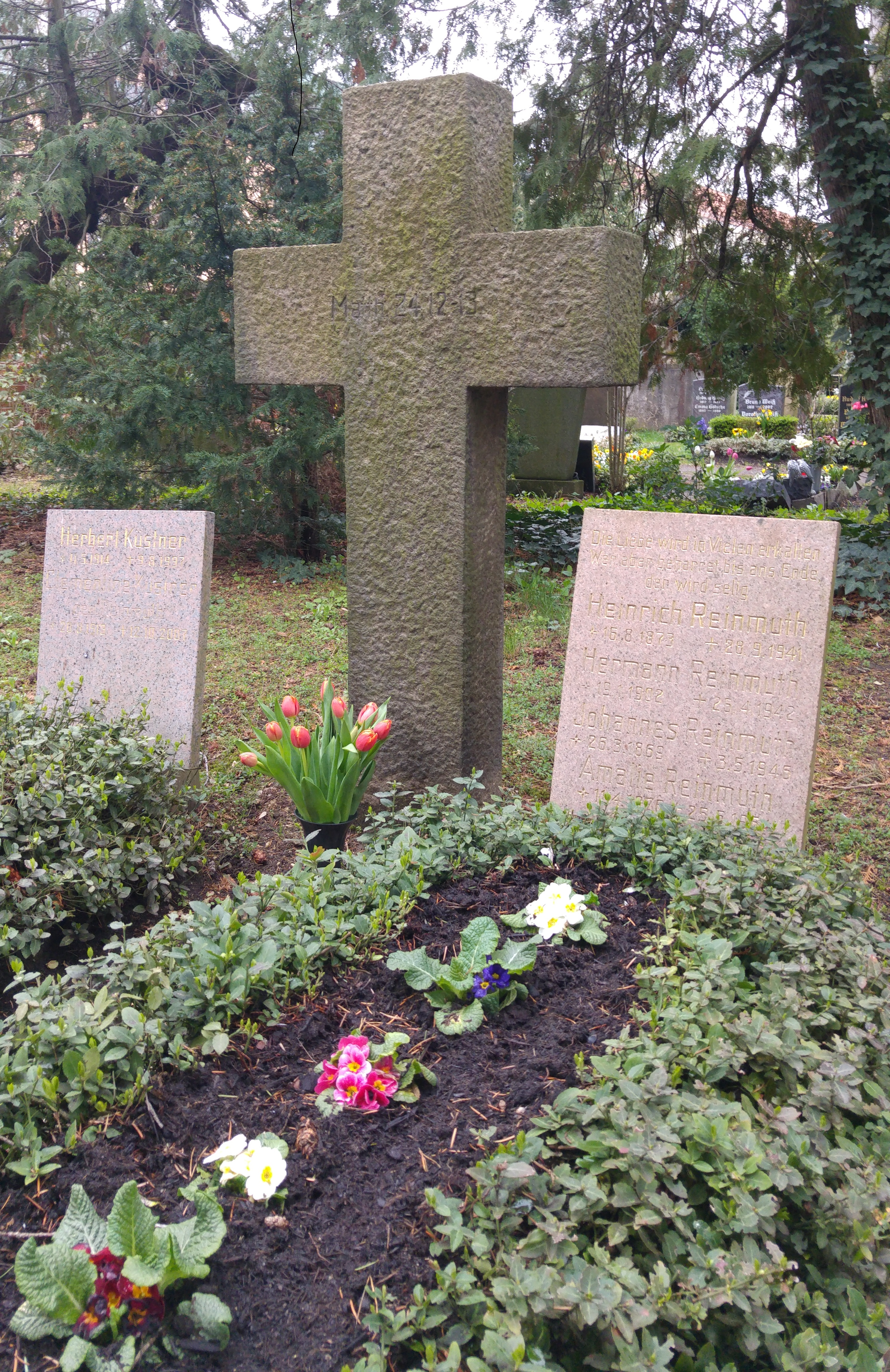
Grabstätte Familie Reinmuth

In Sachsenhausen war er als Schutzhäftling Nr. 41107 im Block 2 des Lagers untergebracht. Nach nur zwei Monaten erhielt die Familie am 27. April 1942 ein Telegramm, wodurch die Lagerleitung Mitteilung machte, dass Hermann Reinmuth am 26. April an Kreislaufschwäche verstorben sei. Ein weiteres Schreiben der Staatspolizei Dresden informierte darüber, dass Reinmuth im Krankenrevier des Lagers an Ruhr verstorben und sein Leichnam auf Befehl der Lagerleitung bereits eingeäschert worden sei. Die Urne mit der Asche des Verstorbenen wurde der Familie auf dem Postweg zugestellt. Die Beisetzung erfolgte in der Familiengrabstätte auf dem Friedhof Markkleeberg an der Seite seines Vaters.

## Zitate
„In der Humanität sehe ich die Grundlage jeder und insbesondere der europäischen Kultur. Denn diese beruht m. E. darauf, daß sich Humanität und Toleranz, also die Achtung vor der Individualität anderer Menschen und Völker, im Laufe der Geschichte nach und nach so weit durchgesetzt haben, daß sie auch unter Anhängern von im übrigen verschiedenen Anschauungen als selbstverständliche Grundsätze a priori anerkannt werden.“

## Nachlass
Der schriftliche Nachlass Reinmuths befindet sich im Staatsarchiv Leipzig unter der Bestandsnummer 21817 – darunter die etwa 150 Briefe aus seiner siebenjährigen Haft im Gefängnis, im Zuchthaus Waldheim und dem KZ Sachsenhausen; ihre Veröffentlichung wird angestrebt.

## Ehrungen

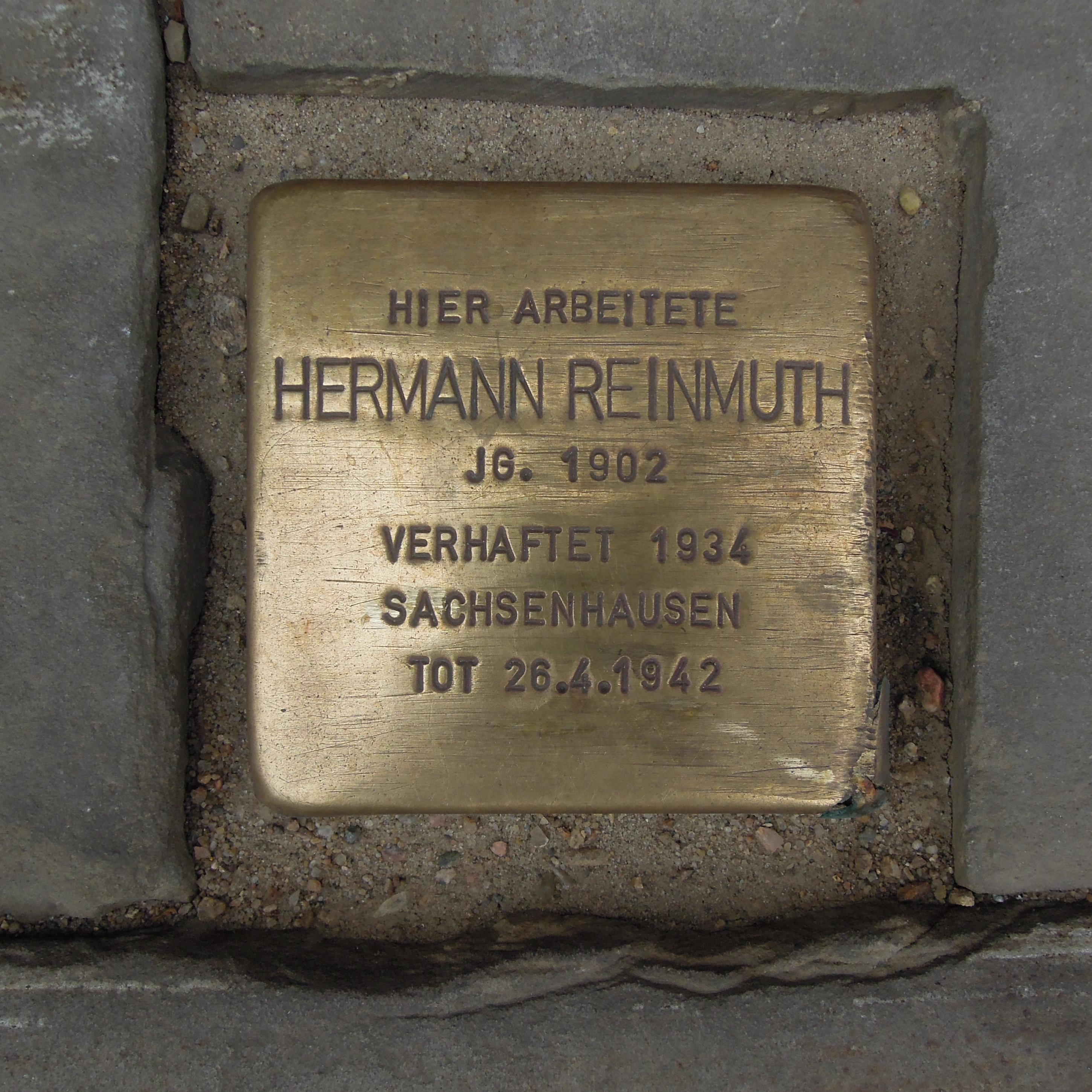
Stolperstein für Hermann Reinmuth in Lüneburg

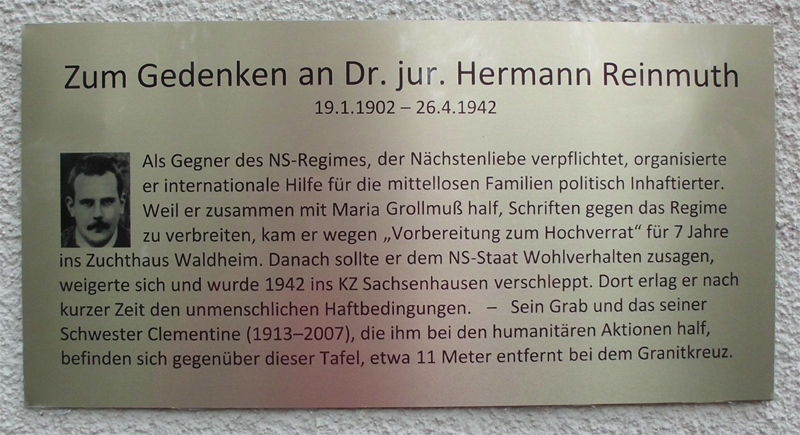
Gedenktafel für Hermann Reinmuth, Markkleeberg

- 1975 am 8. Mai: Bestätigung der ununterbrochenen Zuerkennung des 1936 durch die nationalsozialistisch beherrschte Juristenfakultät Leipzig aberkannten Doktortitels durch den Wissenschaftlichen Rat der Karl-Marx-Universität Leipzig
- 1986 Benennung der Freiwilligen Feuerwehr Reichenbach nach Dr. Hermann Reinmuth
- 1987 Errichtung einer Gedenktafel auf dem Friedhof Reichenbach
- 2009 Einsetzung eines Stolpersteins vor dem ehemaligen Dienstgebäude der Bezirksregierung Lüneburg, Am Ochsenmarkt 3
- 2011 Benennung einer Straße in Leipzig-Gohlis in Reinmuthweg
- 2015 Aufnahme in die Wanderausstellung Galerie der Aufrechten, bestehend aus 64 Porträtgemälden; die Porträts von Reinmuth und Maria Grollmuß schuf Hans Kutschke.
- 2016 Aufstellung einer Gedenktafel am ehemaligen Wohnhaus Reinmuths in Lüneburg, Düvelsbrooker Weg 1[13]
- 2019 Anbringung einer Gedenktafel auf dem Friedhof in Markkleeberg, Rathausstraße 51
- Eintrag im Gedenkbuch der Stadt Leipzig
- Eintrag im Ehrenbuch der Universität Leipzig

## Werke
- Betrieb und Unternehmen, besonders im Betriebsrätegesetz und in der Reichsversicherungsordnung. Dissertation. Leipzig 1926 (handschriftlich).